# Symfonie nr. 3 (Tsjaikovski)

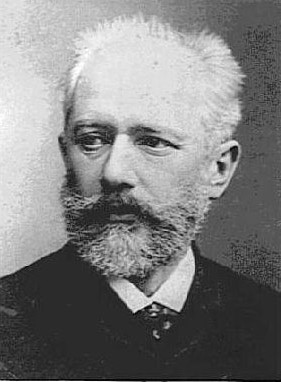
Pjotr Iljitsj Tsjaikovski

Tsjaikovski’s Symfonie No. 3 in D majeur op. 29 is gecomponeerd in 1875. Pjotr Iljitsj Tsjaikovski startte op 5 juni van dat jaar met het componeren ervan op het landgoed van Vladimir Shilovsky in Ussovo. Hij voltooide het werk op 1 augustus in Verbovka en droeg het op aan Shilovsky.

## Ontstaan
De derde is in zoverre uniek binnen Tsjaikovski's symfonieën dat zij de enige in majeur is en de enige vijfdelige. Het werk beleefde zijn première op 19 november 1875 in Moskou onder leiding van de dirigent-componist Nikolaj Rubinstein. Zeer tegen zijn gewoonte in was Tsjaikovski niet aanwezig bij deze première omdat hij in St. Peterburg was om Hans von Bülow te horen in de eerste Russische uitvoering van zijn 1ste pianoconcert.
De eerste Petersburgse uitvoering werd gegeven op 24 januari 1876 onder leiding van Eduard Nápravnik. De eerste buitenlandse uitvoering was op 8 februari 1879 in New York. Sir August Manns wordt genoemd als de eerste die de gebruikelijke bijnaam Poolse symfonie hanteerde vanwege de tempoaanduiding Tempo di Polacca van het laatste deel. Men kan zich afvragen waarom de symfonie dan niet de Duitse symfonie heet, want het tweede deel heeft als aanduiding Alla tedesca (op zijn Duits).

## Instrumentatie
De symfonie is gecomponeerd voor een klassieke orkestbezetting van 1 piccolo, 2 dwarsfluiten, 2 hobo's, 2 klarinetten, 2 fagotten, 4 hoorns, 2 trompetten, 3 trombones, 1 tuba, pauken en strijkers.

## Vorm
Tsjaikovski's derde symfonie heeft vijf delen in plaats van vier, net als Robert Schumanns Rheinische Symfonie. Een andere overeenkomst is de suite-achtige benadering met een centraal langzaam deel, dat aan beide zijden geflankeerd wordt door een scherzo. De totale symfonie kan zo'n 45 tot 50 minuten duren.
- 1. Introduzione ed Allegro
- 2. Alla tedesca (een van de vele symfonische walsen die Tsjaikovski componeerde)
- 3. Andante elegiaco
- 4. Scherzo
- 5. Finale: Allegro con fuoco – Tempo di Polacca

## Referentie-opnames
- Herbert von Karajan met de Berliner Philharmoniker (DG)
- Igor Markevitsj met het London Symphony Orchestra (idem)
- Mariss Jansons met het Oslo Filharmoniske Orkester (Chandos)
- Neeme Järvi met de Göteborgs Symfoniker (BIS)